# Gaby Sylvia

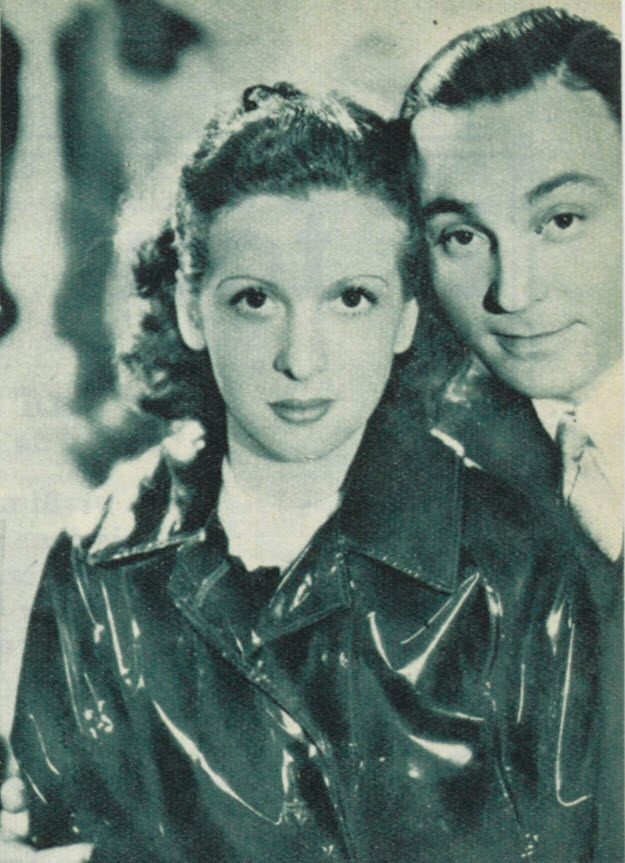
Gaby Sylvia und Andrex (1939).

Gaby Sylvia (* 24. März 1920 in Cesena; † 26. Juli 1980 in Chamalières), eigentlich Gabrielle Zignani, war eine französische Schauspielerin italienischer Herkunft.

## Leben
Die Tochter italienischer Eltern kommt mit drei Jahren nach Frankreich. Sie begann ihre Karriere mit dem Theater und wurde dann von Raymond Rouleau engagiert. In den folgenden Jahren arbeitete sie häufig unter seiner Theaterregie. Weitere Theaterregisseure, mit denen sie zusammenarbeitet, sind unter anderem Raymond Gérôme und Antoine Bourseiller. Sie begann im Alter von 18 Jahren mit der Hauptrolle der bedrängten Waise Denise in Le Ruisseau von Maurice Lehmann und Claude Autant-Lara. Sie bleibt dem romantischen Bild treu, so auch als Danielle Noblet in Christian-Jaques Der erste Ball (1941). In Hauptrollen als charmante Tänzerin Micheline neben François Périer in Bonsoir mesdames, bonsoir messieurs (1944) ist sie auf den Unterhaltungsfilm abonniert. Neben Pierre Brasseur in der Titelrolle von Jean Boyers la femme fatale erweitert sie 1947 ihr Spektrum. 1954 ist sie die Estelle in Jacqueline Audrys Starte-Verfilmung Geschlossene Gesellschaft. Nach Das Weib und der Verdammte (1958) dreht sie erstmals fürs Fernsehen: In der TV-Adaption von Die drei Musketiere ist sie an der Seite des jungen Jean-Paul Belmondo als D’Artagnan die skrupellose Milady de Winter. Nach André Hunebelles Komödie Vorsicht, meine Damen! (1972) dreht sie zehn Jahre ausschließlich fürs Fernsehen: in einer Folge der Serie Graf Yoster gibt sich die Ehre und als Anne-Marie de Mettray in der Familiensaga Mauregard (1970). Erst 1972 kehrt sie mit Beau Masque zum Kino zurück und ist 1977 als Claude Brasseurs Chefin Marie-Christine Bosquet in Yves Roberts Wir kommen alle in den Himmel. Ihre letzte Filmrolle hat sie 1979 bei ihrem Entdecker Raymond Rouleau in Le destin de Priscilla Davies nach Henry James’ In the Cave.
Neben ihrer Filmarbeit widmete sie sich im Wesentlichen dem Theater und spielte insbesondere in Stücken, die in der Sendung Au Théâtre ce Soir von Pierre Sabbagh ausgestrahlt wurden.